# Lleres (Aramunt)
Lleres és una partida de camps de conreu de secà del terme municipal de Conca de Dalt, al Pallars Jussà, dins del territori de l'antic terme d'Aramunt; té una breu prolongació dins de l'antic terme de Claverol.
Està situada al sector nord-est de l'antic terme d'Aramunt, al llevant del Serrat de Narçà, al nord-oest de Barrelles i al nord-est de les Espujos. Queda entre el barranc dels Clops, que delimita la partida pel costat de migdia, i el barranc de les Cadolles, que la limita per ponent i pel nord.
Consta de quasi 33 hectàrees (32,7923) de conreus de secà, amb ametllers, pastures i zones de matolls. Dins de terres del poble de Sant Martí de Canals hi ha també 1,3114 hectàrees de secà, ametllers, matolls i bosquina pertanyents a aquesta partida.